# دولنی لهوتا (ناحیه اوستراوا-تسیتی)
دولنی لهوتا (ناحیه اوستراوا-تسیتی) (به چکی: Dolní Lhota) یک منطقهٔ مسکونی در جمهوری چک است که در ناحیه اوستراوا-تسیتی واقع شده‌است. دولنی لهوتا ۵٫۳۶ کیلومتر مربع مساحت و ۱٬۴۳۵ نفر جمعیت دارد و ۲۹۲ متر بالاتر از سطح دریا واقع شده‌است.